# ドレス

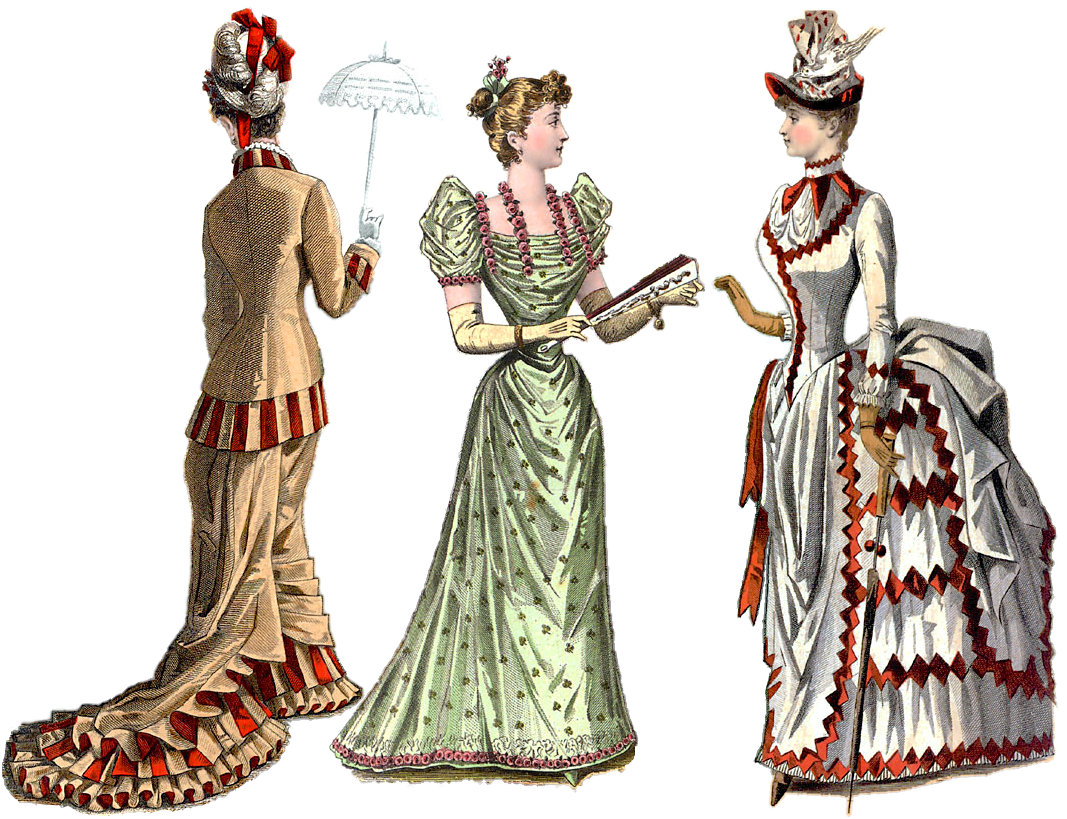
19世紀の西洋貴族の白人女性のドレス。袖が短い中央が夜間用、その他は昼間用。

ドレス (dress) とは、女性用の衣服の一種であり、上半身から脚部までを単一の衣装（布）によって被う、いわゆる「ワンピース」の形態をとる。
ヨーロッパ地域の白人女性の民族衣装が元とされているが、中世期には西洋貴族の女性用のフォーマルウエアで装飾性の高いデザインが発展し、近世以降は全世界で女性の正装として認識されている。現在でもそのファッション性は高く、ファッション・ウィークなどでも様々なデザインのものが考案されて発展し続けている。
なお、英語の"dress"は、広義では男性用のものも含める（男女の区別なし）が、今日の一般的には「ドレス」という場合は女性用の、特にある程度フォーマルなものを指すことが多い。

## 種類
民族衣装を含めて様々な種類が存在するが、フォーマルで装飾性の高いものは、デザインやTPO、季節・時間帯などより、数多くの種類が存在する。想定される時間帯や目的に応じ「アフタヌーンドレス」・「イブニングドレス」・「ウェディングドレス」・「カクテルドレス」などに分かれる。
時代による流行が大きく影響するため、デザインの上では必ずしもその境界は明確でないが、フォーマルなものほど裾が長く、上半身は袖が短く肌の露出が多くなる傾向がある。着用時間帯による区分では、昼間の方は肌の露出が少なく、夜間の方が多い。袖の無いノースリーブの夜礼服ではドレスと併せて手袋が着用されることが多く、女性の夜会服の最上位礼装とされている肩および背中と胸の上部を露出したローブ・デコルテでは肘上まである長い手袋（オペラグローブ）を着用する。

### フォーマルドレス
欧米諸国では、「フォーマル」なドレスコードやホワイトタイは、通常、男性は燕尾服、女性はオペラ丈の手袋をはめたフルレングスのイブニングドレスを意味する。女性のための最もフォーマルなドレスは、フルレングスのボールドレスやイブニンググローブ付きのイブニングドレスである。ホワイトタイのイベントによっては、女性は肘より上の長い手袋を着用しなければならないこともある。

### ベーシックドレス
ベーシックなドレスとは、通常、シンプルなデザインの濃い色のドレスのことで、さまざまな機会にさまざまなアクセサリーと合わせることができる。様々なタイプのジュエリー、ベルト、スカーフ、ジャケットは、メインのドレスと一緒に着用することで、ドレスアップしたりダウンさせたりすることができる。リトル・ブラック・ドレスは、ベーシックなドレスの一例である。

### ウェディングドレス
ウェディングドレスとは、結婚式で花嫁が着るドレスのことである。ドレスの色、スタイル、儀式的な意義は、結婚式の参加者の宗教や文化によって異なる場合がある。西洋文化では、ウェディングドレスは白であることが多く、これは1840年にヴィクトリア女王が結婚したときに流行したファッションである。東洋文化では、花嫁は縁起の良さを象徴する赤を選ぶことが多い。

### タイトドレス
タイトフィットのドレスとは、体型にフィットしたドレスのことで、伸縮性のある素材で縫製されていることが多い。名前の由来は "body confidence"、元々は "body consciousness "で、1980年代に "bodycon "と日本語訳された。

### イブニングドレス
イブニングドレスは、パーティーのために特別に着用されるドレスである。ベビーシャワー、カクテルパーティー、ガーデンパーティー、コスチュームパーティーなど、パーティーの種類によって必要な服装は異なる。現代社会における女性のイブニングドレスの古典的なスタイルのひとつは、リトルブラックドレスである。